# Andy Bolton
Pour les articles homonymes, voir Bolton.
Andy Bolton, de son vrai nom Andrew Bolton, est un dynamophile britannique né à Dewsbury en Angleterre le 22 janvier 1970. 

## Biographie
Il déménage à Leeds dans ses années d'adolescence pour des besoins de formation. À l'âge de treize ans, il décide de devenir dynamophile lorsqu'il voit de jeunes athlètes dans les clubs de dynamophilie. Son père, malgré sa réticence, veille sur son fils afin qu'il ne soulève pas de poids trop lourds. Ce n'est qu'à l'âge de dix-huit ans qu'il laisse son fils s'entraîner seul. Il est reconnu pour la première fois dans une compétition nommée BAWLA Yorkshire Junior Championship. Il obtient le record mondial toutes catégories de poids confondues au soulevé de terre avec un poids de 1009 livres (457,5 kg), devenant ainsi le premier homme à avoir soulevé une charge de plus de 1000 livres.